# Miguel Juan Balaguer
Miguel Juan Balaguer de Camarasa, Miguel Balaguer o Michele Balaguer (1597-5 de diciembre de 1663) fue un prelado católico español que detentó la dignidad de obispo de Malta de 1635 a 1663.

## Biografía
Nacido en Ballobar hacia 1596, su padre era de origen gascón o catalán mientras que su madre era natural de esta localidad aragonesa. Tanto él como un tío materno, Pedro de Camarasa, ingresaron en la orden hospitalaria. Fue doctor en ambos derechos y prior de la orden. Para 1630 consta como comendador en Ballobar.
Por esas fechas existía una disputa entre la dirección de la orden y la Monarquía Hispánica, que sentía favorecida a la congregación francesa y que veía que se trataba de evitar el derecho de presentación que la Corona tenía sobre el obispado de Malta. En 1632 Balaguer fue incluido en la terna de posibles súbditos hispano-italianos para la sucesión del obispado, pese a que era desconocido en la isla. A la muerte del obispo Baldassare Cagliares en 1633, el gran maestre Antoine de Paule y el consejo de la orden terminaron recomendando a Balaguer para el puesto de obispo de Malta tras numerosos debates con una fuerte presión de las congregaciones de Castilla y Aragón y del Consejo de Italia. Contó también con el respaldo del inquisidor Martino de Alfieri. El papa Urbano VIII aceptó el nombramiento de Balaguer y formalmente le designó para la sede de Malta el 12 de febrero de 1635. Algunos autores especulan con que la aceptación del nombramiento de Balaguer, que marcó el comienzo de un largo periodo de dominio español sobre la sede maltesa, fue una de las concesiones que Felipe IV logró a cambio de aceptar que el papa nombrara a otro francés como sustituto de Paule en el maestrazgo de la orden.
Balaguer, que se encontraba en Roma, fue ordenado obispo el 18 de febrero de 1635, tomando posesión el 25 de marzo de dicho año. Su episcopado se vio plagado de conflictos con laicos, inquisidores y caballeros. Particularmente fue foco de conflicto la conscripción militar de malteses por la orden pese al fuero eclesiástico. Igualmente, Balaguer tuvo malas relaciones con el nuevo gran maestre, el francés Juan de Lascaris-Castellar. Para 1646 la oposición al obispo elevó una queja al papado sobre su gobierno, liderada por el inquisidor Gori Pannellini. Balaguer respondió con sus propias críticas al gran maestre y a los inquisidores de la isla, como Antonio Pignatelli. La falta de disciplina entre el clero maltés, que a menudo incumplía celibato o normas canónicas de vestimenta, fue un argumento que ambas partes se arrojaban.
Durante su episcopado Balaguer donó un crucifijo de madera obra de Innocenzo da Petralia Soprano (1592-1648), que hoy se encuentra en la Capilla del Santo Crucifijo en la catedral de San Pablo de Mdina. También como obispo Balaguer consagró la campana más vieja en Malta, que databa de tiempos medievales. La campana, bautizada Petronila fue reconsagrada el 7 de agosto de 1645 e instalada en el campanario de la catedral. En 1646 Balaguer celebró un sínodo diocesano, cuyos decretos fueron publicados al año siguiente.
Tras un largo episcopado de 28 años, murió de un infarto el 5 de diciembre de 1663.